# Blavatsky Lodge
Blavatsky Lodge (deutsch: Blavatsky Loge) ist die Bezeichnung für eine englische Loge der Theosophischen Gesellschaft Adyar (Adyar-TG). Ihr vollständiger Name ist The Blavatsky Lodge of the Theosophical Society.

## Geschichte
Die Blavatsky Lodge wurde am 19. Mai 1887 in London von 14 Mitgliedern der London Lodge der Theosophischen Gesellschaft gegründet. Sie war die zweite offizielle theosophische Loge in England nach der London Lodge, und die dritte in Europa, nach der Loge Germania in Deutschland. Vor der Gründung hatte eine Reihe von Mitgliedern der London Lodge Helena Blavatsky nach London eingeladen, am 1. Mai 1887 traf sie, von Ostende kommend, in London ein und blieb bis zu ihrem Tod am 8. Mai 1891. Blavatskys Anwesenheit brachte Archibald und Bertram Keightley auf den Gedanken, eine von der London Lodge unabhängige theosophische Loge zu gründen, welche sich zur Gänze dem Werk und der Person Blavatskys widmen sollte. Die Idee fand bei anderen Mitgliedern der London Lodge Zustimmung und wurde daraufhin in die Tat umgesetzt. Es ist unklar, ob die für die Gründung erforderliche Stiftungsurkunde von Henry Steel Olcott, dem damaligen Präsidenten der Theosophischen Gesellschaft ausgestellt worden war, oder ob diese Blavatsky selbst unterzeichnete.
Das wesentlichste Merkmal der Blavatsky Lodge gegenüber allen anderen theosophischen Logen war die wöchentliche Anwesenheit von Blavatsky selbst. Jeden Donnerstag gab es Diskussions- und Fragestunden zwischen Besuchern und Mitgliedern einerseits und Blavatsky andererseits. Nach wenigen Monaten herrschte regelrechter Andrang, so gut waren die Diskussionsrunden besucht, im Jahr 1890 zählte die Loge 300 Mitglieder und war bei Blavatskys Tod 1891 die mit Abstand größte Loge in Großbritannien. Die Ergebnisse dieser Gespräche erschienen später unter dem Titel Transactions of the Blavatsky Lodge und enthalten eine Reihe von Erläuterungen zu Blavatskys Hauptwerk Die Geheimlehre. 

Mitglieder der Blavatsky Lodge besorgten vor der Herausgabe von Blavatskys Werken Die Geheimlehre, Die Stimme der Stille und Der Schlüssel zur Theosophie die Transkription und waren redaktionell an allen Ausgaben der Zeitschrift Lucifer beteiligt.
Ab 1890 war Annie Besant Präsidentin der Blavatsky Lodge. 1905 betrug der Mitgliederstand 400 Personen.
Im November 1889 besuchte Mahatma Gandhi erstmals die Blavatsky Lodge und traf hier mit Blavatsky und Besant zusammen. Zwei Mitglieder der Lodge empfahlen Gandhi auch, die Bhagavad Gita zu lesen, was er mit diesen gemeinsam tat, sie erschien ihm „von unschätzbarem Wert“.
Die Loge existiert bis heute, sie ist Teil der englischen Sektion der Theosophischen Gesellschaft Adyar (Adyar-TG).